# Harrogate
Harrogate – miasto i civil parish w Wielkiej Brytanii, w północnej Anglii, w hrabstwie ceremonialnym North Yorkshire, w dystrykcie (unitary authority) North Yorkshire, u podnóża Gór Pennińskich; znane uzdrowisko (od 1596), 88 źródeł mineralnych (wody żelaziste, siarkowe); przemysł spożywczy. Liczy 75 515 mieszkańców (2021). 
W kwietniu 1982 odbył się tu finał 27 Konkursu Piosenki Eurowizji. 5 lipca 2014 w Harrogate znajdowała się meta inauguracyjnego etapu 101. edycji wyścigu kolarskiego Tour de France. W 2019 miasto było gospodarzem Mistrzostw Świata w Kolarstwie Szosowym.
Z Harrogate pochodzi Livvi Franc, brytyjska piosenkarka.
W mieście rozwinął się przemysł skórzany i odzieżowy.

## Miasta partnerskie
- Bagnères-de-Luchon, Francja
- Wellington, Nowa Zelandia
- Harrogate, Stany Zjednoczone